# Lijst van beschermd erfgoed in de gemeente Stadtbredimus
In deze lijst van beschermd erfgoed in de gemeente Stadtbredimus zijn alle geclassificeerde nationale monumenten van de Luxemburgse gemeente Stadtbredimus opgenomen.

## Monumenten per plaats

### Greiveldange
| Object                 | Bouwjaar/architect | Locatie                                 | Datum beschermd?  | Coördinaten | Afbeelding |
| ---------------------- | ------------------ | --------------------------------------- | ----------------- | ----------- | ---------- |
| Gebouwen met aanbouwen |                    | „op der Baach“ en „an der grousser Wis“ | 17 juli 2009 (IS) |             |            |
| Gebouw                 |                    | Gemengebréck 4                          | 7 maart 2011 (IS) |             |            |

### Stadtbredimus(Stadbriedemes)
| Object                             | Bouwjaar/architect | Locatie          | Datum beschermd?     | Coördinaten | Afbeelding |
| ---------------------------------- | ------------------ | ---------------- | -------------------- | ----------- | ---------- |
| Gebouw                             |                    | 31, Dicksstrooss | 6 mei 2011 (IS)      |             |            |
| overblijvsel van het barok-kasteel |                    | 12, Wäistrooss   | 8 februari 2013 (IS) |             |            |

## Bron
- Liste des immeubles et objets classés monuments nationaux ou inscrits à l'inventaire supplémentaire